# Piet Knarren
P.R.M. (Piet) Knarren (Schinnen, 4 augustus 1948 – Vaesrade, 6 mei 2025) was een Nederlands trompettist.
Knarren genoot grote bekendheid in Limburg en Duitsland. Vooral in Duitsland trok Knarren volle zalen, en was hij vaak te gast in muziekprogramma's op televisie. Op 9-jarige leeftijd was hij al lid van de plaatselijke fanfare St. Caecilia te Schinnen. Knarren studeerde aan de muziekschool te Geleen (tot 1964 examen) en aan het Conservatorium van Maastricht. Hij won in totaal 28 talentenjachten waaronder in 1967 en 1968 de landelijke finale van KRO springplank te Hilversum   Tijdens zijn studie aan het conservatorium met een opleiding klassieke muziek speelde Knarren al in de E.P. Band, een bekend dans- en begeleidingsband, maar was ook al te horen in opnamen onder leiding van Johnny Hoes. Dat EP-orkest was omstreeks 1970 de huisband tijdens televisie-uitzendingen van Open Deur, presentatie Jos Ghysen van de BRT.  Met deze band begeleidde Knarren regelmatig Duitse artiesten als Rex Gildo en Freddy Breck en als specialiteit speelden zij vooral op grote eindbals van dansscholen door heel Nederland. In 1973 kreeg Knarren de Gouden Trompet uitgereikt als waardering voor zijn trompetspel.
Toen de EP band in 1974 stopte besloot Knarren zich helemaal te concentreren op een carrière als solotrompettist, maar speelde ook wel in het showorkest van Leon Vos.  In 1974 trouwde Piet Knarren met zijn jeugdliefde, apothekersassistente Jos Claessens. Ze kregen samen een zoon. Hij maakte zeer veel optredens m.n. Duitsland, het ene na het andere theater tournee door alle Duitstalige landen met onder anderen Tony Marshall, Roy Black, Gitti und Erika, Rex Gildo, Maria und Margot Hellwig, Freddy Breck. Grote Duitse componisten Christian Bruhn (deels ook zijn muziekproducent en Ralph Siegel schreven nummers voor hem en produceerde albums met Knarren. Hij verscheen in alle Duitse tv-shows, Der Grosse Preis, Hallo Heino, Kein schöner Land, Musikanten Stadle, Grand Prix der Volksmusik, Tony Marshall show, Steiners Hitparade, Volkstümliche Hitparade etc. Zijn repertoire werd door het platenlabel onder pseudoniemen uitgebracht; in hun ogen zou de naam Piet Knarren niet aanslaan in het buitenland (Jerry Moore), Pierre Moulin, Jean d’Arc, Pierre Covent, Pete Corn).
Knarren had in 1983 een hit in Engeland en stond 14 weken in de Engelse hitparade met het nummer Midnight Blue gebaseerd op het Adagio Cantabile uit de Sonata Pathétique van Ludwig van Beethoven
In 2001 kreeg Knarren uit handen van burgemeester Frans Beckers van Schinnen de koninklijke onderscheiding ridder in de Orde van Oranje-Nassau. In 2023, op 74-jarige leeftijd, stopte hij om gezondheidsredenen abrupt met trompetspelen. 

## Onderscheidingen
- Orde Willi Ostermann ges. Köln
- Ehrenmitglied K.G. Essen
- Gouden legpenning Genk (B)
- Ehren plaquette Menschen helfen Menschen
- Legpenning Stetten am kalten Markt (Baden-Württemberg)
- Gouden legpenning Sankt Augustin
- Gouden speld SWR 4 Mainz
- Ehrenmitglied K.G. Sonniger Süden Duisburg
- Ridder in de Orde van Oranje-Nassau

Neef Rik Knarren is eveneens trompettist.